# 初岛氏宿柱薹
初岛氏宿柱薹（学名：Carex rhynchachaenium），又名喙果薹草，为莎草科薹草属下的一个种。

## 扩展阅读
- 維基物種上的相關：初岛氏宿柱薹